# ریبس د فرسر
ریبس د فرسر (به اسپانیایی: Ribes de Freser) یک شهرستان در اسپانیا است که در کاتالونیا واقع شده‌است.

## خصوصیات
ریبس د فرسر ۴۱٫۸۸ کیلومترمربع مساحت و ۲٬۰۰۱ نفر جمعیت دارد و ۹۱۲ متر بالاتر از سطح دریا واقع شده‌است.